# Državna rokometna liga
1. A moški državna rokometna liga (Državna rokometna liga), sedan 2017 Liga NLB (namnsponsring), är Sloveniens högsta divison i handboll för herrar. Den har spelats varje år med start säsongen 1991/1992. Historiskt sett har ligan dominerats av RK Celje, med få undantag.

## Vinnare genom åren
- 1992 - RK Celje
- 1993 - RK Celje (2)
- 1994 - RK Celje (3)
- 1995 - RK Celje (4)
- 1996 - RK Celje (5)
- 1997 - RK Celje (6)
- 1998 - RK Celje (7)
- 1999 - RK Celje (8)
- 2000 - RK Celje (9)
- 2001 - RK Celje (10)
- 2002 - RD Prule 67
- 2003 - RK Celje (11)
- 2004 - RK Celje (12)
- 2005 - RK Celje (13)
- 2006 - RK Celje (14)
- 2007 - RK Celje (15)
- 2008 - RK Celje (16)
- 2009 - RK Velenje
- 2010 - RK Celje (17)
- 2011 - RK Koper
- 2012 - RK Velenje (2)
- 2013 - RK Velenje (3)
- 2014 - RK Celje (18)
- 2015 - RK Celje (19)
- 2016 - RK Celje (20)
- 2017 - RK Celje (21)
- 2018 - RK Celje (22)
- 2019 - RK Celje (23)
- 2020 - RK Celje (24)
- 2021 - RK Velenje (4)
- 2022 - RK Celje (25)
- 2023 - RK Celje (26)
- 2024 - RK Velenje (5)

## Antal mästartitlar
| Klubb       | Titlar | År |
| ----------- | ------ | --- |
| RK Celje    | 26     | 1992, 1993, 1994, 1995, 1996, 1997, 1998, 1999, 2000, 2001, 2003, 2004, 2005, 2006, 2007, 2008, 2010, 2014, 2015, 2016, 2017, 2018, 2019, 2020, 2022, 2023 |
| RK Velenje  | 5      | 2009, 2012, 2013, 2021, 2024 |
| RK Koper    | 1      | 2011 |
| RD Prule 67 | 1      | 2002 |